# Cratère (Aden)

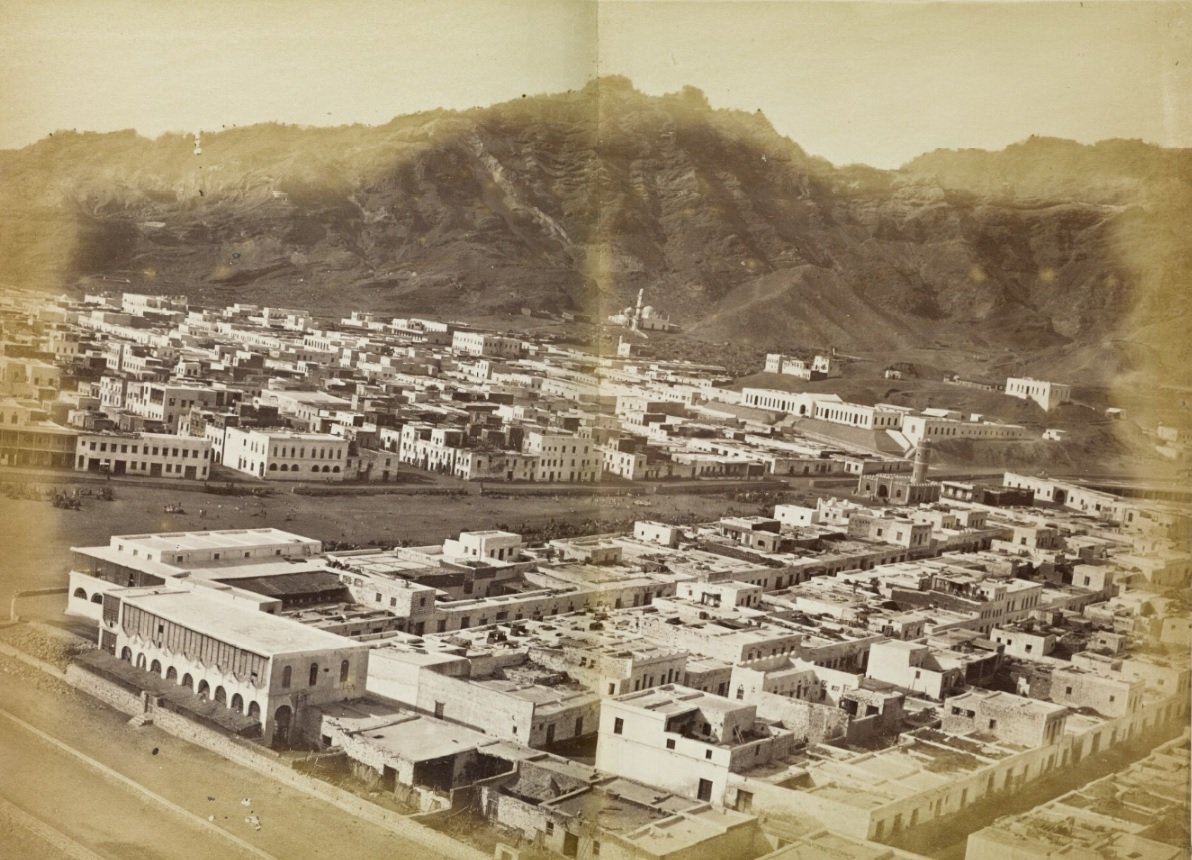
Cratère vers 1870.

Cratère (/ kreɪtər / en arabe : كريتر, [kɾeːtəɾ]), également Kraytar, est un district du gouvernorat d'Aden, au Yémen. Son nom officiel est Sira (en arabe : صيرة, Ṣīrah). Le district est situé dans le cratère d'un ancien volcan qui forme les monts Chamssan et est un port sur le golfe d'Aden, sur la côte ouest du pays.
En 1991, la population était de 70 319 habitants et en 2003, 76 723 habitants.
C'est dans ce district qu'est situé le palais présidentiel al-Maachiq.